# Ториз
Тори́з (фр. Taurize) — коммуна во Франции, находится в регионе Лангедок — Руссильон. Департамент коммуны — Од. Входит в состав кантона Лаграс. Округ коммуны — Каркасон.
Код INSEE коммуны — 11387.

## Население
Население коммуны на 2008 год составляло 71 человек.
| 1962 | 1968 | 1975 | 1982 | 1990 | 1999 | 2008 |
| ---- | ---- | ---- | ---- | ---- | ---- | ---- |
| 16   | 55   | 63   | 62   | 56   | 64   | 71   |

## Экономика
В 2007 году среди 39 человек в трудоспособном возрасте (15—64 лет) 23 были экономически активными, 16 — неактивными (показатель активности — 59,0 %, в 1999 году было 72,4 %). Из 23 активных работали 21 человек (13 мужчин и 8 женщин), безработными были 2 женщины. Среди 16 неактивных 2 человека были учениками или студентами, 8 — пенсионерами, 6 были неактивными по другим причинам.